# Río Ñancahuazú
Der Ñancahuazú (auch: Ñancahuasu) ist ein temporärer Bergfluss in der Grenzgegend der bolivianischen Departamentos Chuquisaca und Santa Cruz. Er entspringt in der Quebrada Yacunday (Yacunday-Schlucht), fließt in Richtung Norden durch den steilen Cañón de Ñancahuazú und mündet nahe Vado del Yeso in den Río Grande. In seinem Verlauf münden die Bäche Ticucha, Descubierta, Iquira, Yaque, Saladillo und Palmarcito in den Ñancahuazú.
Das Wort Ñancahuazú kommt aus dem Guaraní und bedeutet „große Schlucht“ (ñanca – Schlucht, guazú – groß). Die Gegend wird seit sehr langer Zeit von einem Zweig der Guaraní-Kultur bewohnt.

## Geschichte
Die Gegend und der Fluss sind vor allem durch den Guerilla-Krieg Che Guevaras bekannt geworden. Guevara ließ 1966–1967 nahe dem Fluss sein Heerlager errichten – für seine Armee, das ELN, ist im spanischsprachigen Raum heute noch die Bezeichnung Guerrilla de Ñancahuazú geläufig. Daraus resultiert, dass die Region sich zu einem Zentrum für Touristen und Nostalgiker entwickelte, welche die Ruta del Che (Che-Reiseweg) besuchen.